# 新巻

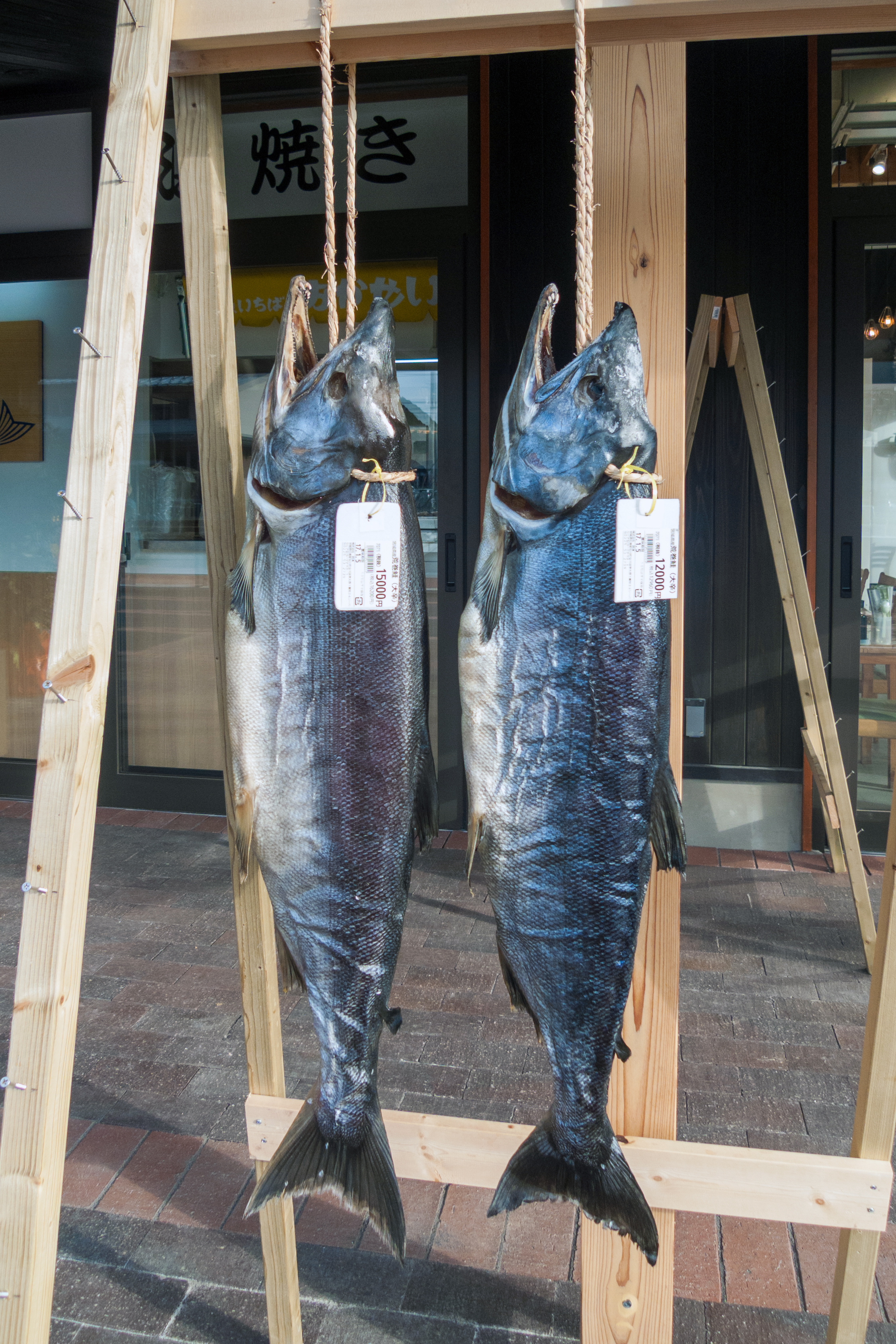
宮城県女川町の産直施設で展示販売されている新巻鮭

新巻（あらまき）または新巻鮭（あらまきざけ）は、内臓を除いた鮭を塩漬けにしたもの（塩鮭）。荒巻とも書く。

## 起源
元々「あらまき」は塩漬けの魚を藁や竹の皮などで包み、貯蔵・保存ができるようになったものを指し、室町時代以前は使用する魚も鮭に限定されていなかった。10世紀頃（平安時代中期）の辞書『和名類聚抄』では、「苞苴（ほうしょ）」の訓読みとして「アラマキ」が充てられている。12世紀頃（平安時代末期）の辞書『色葉字類抄』では「苞苴」とともに「荒巻」が現れ、これは「苞苴」の俗用とされた。「荒巻」の語源は、荒縄で巻いたから、荒く巻いたから、藁で巻いたことから「藁巻」となりそれが転訛した、塩を粗くまいた「粗蒔き」に由来する、など諸説ある。

## 製法
新巻鮭の材料となるのはシロザケが多く、そのほかベニザケ、マスノスケ、マスなども用いられる。沖で捕られたものは銀色をしており、特に工船内で製造されたものが最も美味である。産卵を控え、沿岸の定置網に掛かったものは婚姻色を呈し、川を遡上してきたものは婚姻色がさらに強くなり（ぶちザケ）、味も次第に劣ってくる。
新巻鮭の製法の一例を以下に示す。
1. 下処理 - えら・内臓を除去し、体表・体内を洗浄する。
2. 施塩 - 塩をすり込む。使う塩の量は鮭の重さの15パーセントほど。尾から頭に向かってすり込み、うろこの間にも塩を入れる。体内・眼の凹みにも塩を詰める。
3. 漬込み - 施塩した鮭をまっすぐにして容器に入れ、冷暗所で2 - 3日、さらに重しを載せて2 - 4日置く。
4. 塩抜き - 真水に浸して塩を抜き、体表を洗浄する。
5. 乾燥 - えら穴から口に紐を通し、吊して乾燥させる。途中、重しを載せて体内の水分を均一化させながら乾燥を行う。

生産地は工船や北海道が多く、生産量は年間6万トン弱である。

## 利用

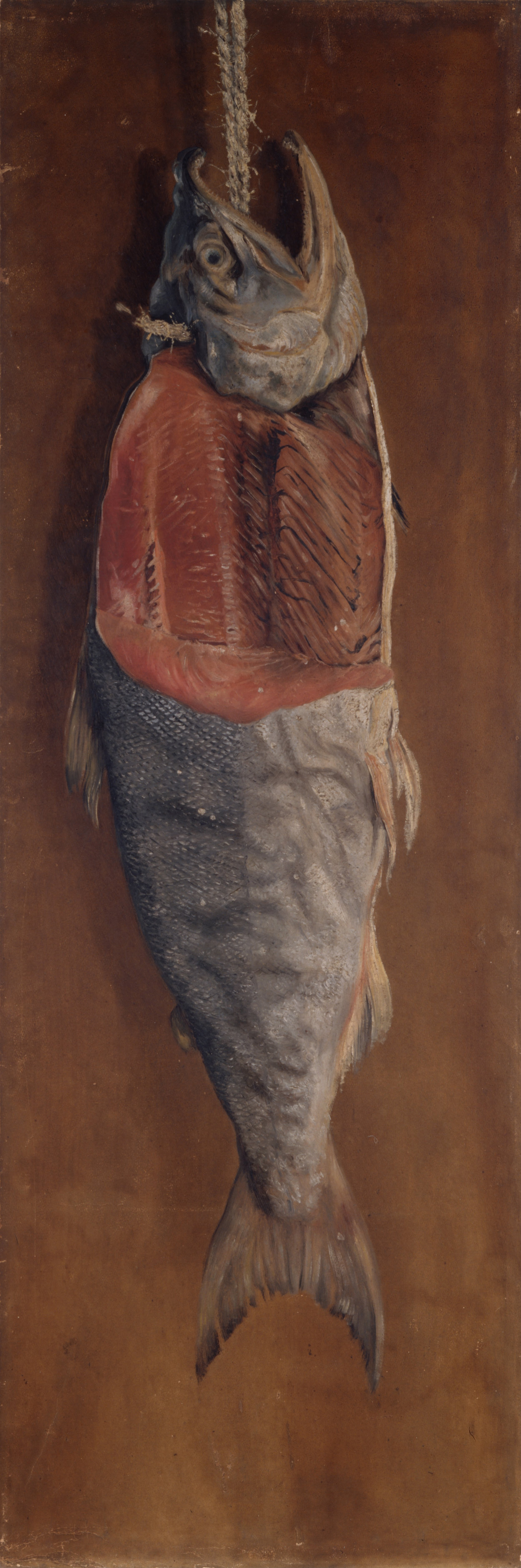
高橋由一　『鮭』　1878年ころ

近現代の日本では、新巻鮭は主に歳暮や正月の贈答品となっているが、そのような風習は江戸時代後期から一般化した。「新巻」の字が充てられるようになったのは、本来の意味が忘れられ「新しく収穫された鮭」「新物の鮭」と解釈されるようになった明治以降と考えられている。
塩漬けにすることにより、余分な水分が抜け、旨味が増す等の効果がある。近年では昔ながらの塩分の高い製品より、塩分を控えめにした甘塩のものが多く出回っている。白鮭で作ると価格が高くなるが、カラフトマスの廉価品も流通している。
新巻を使った料理としてはお茶漬け、三平汁、粕漬け、飯寿司、マリネなどがある。

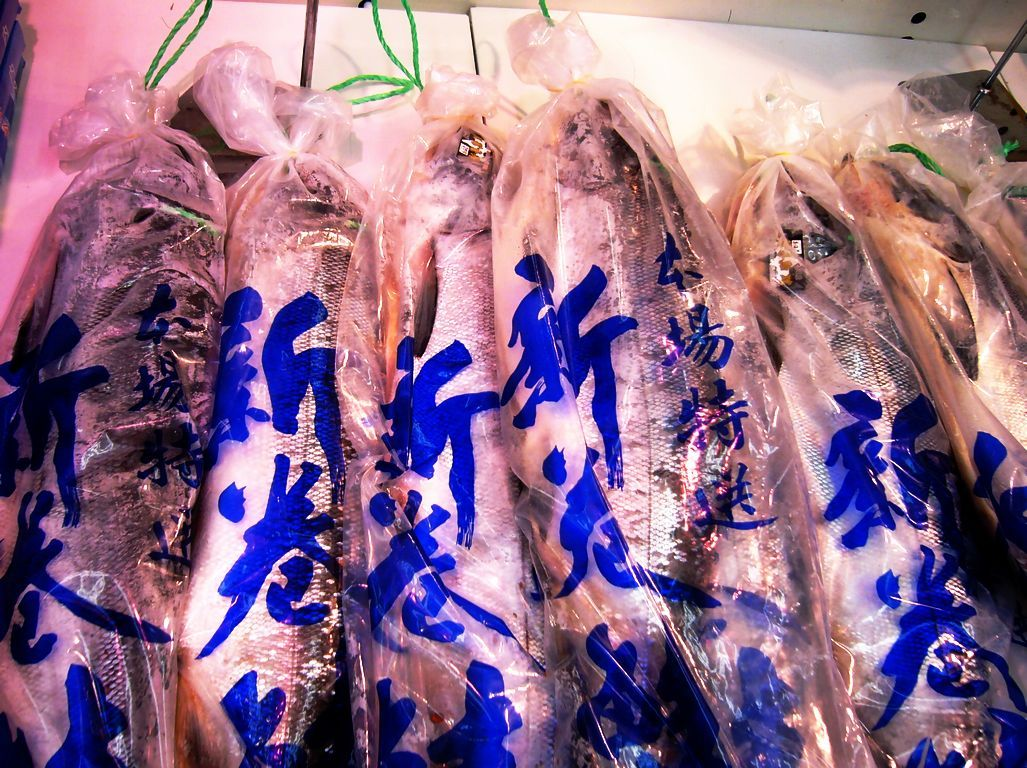
袋詰めで市販される新巻鮭
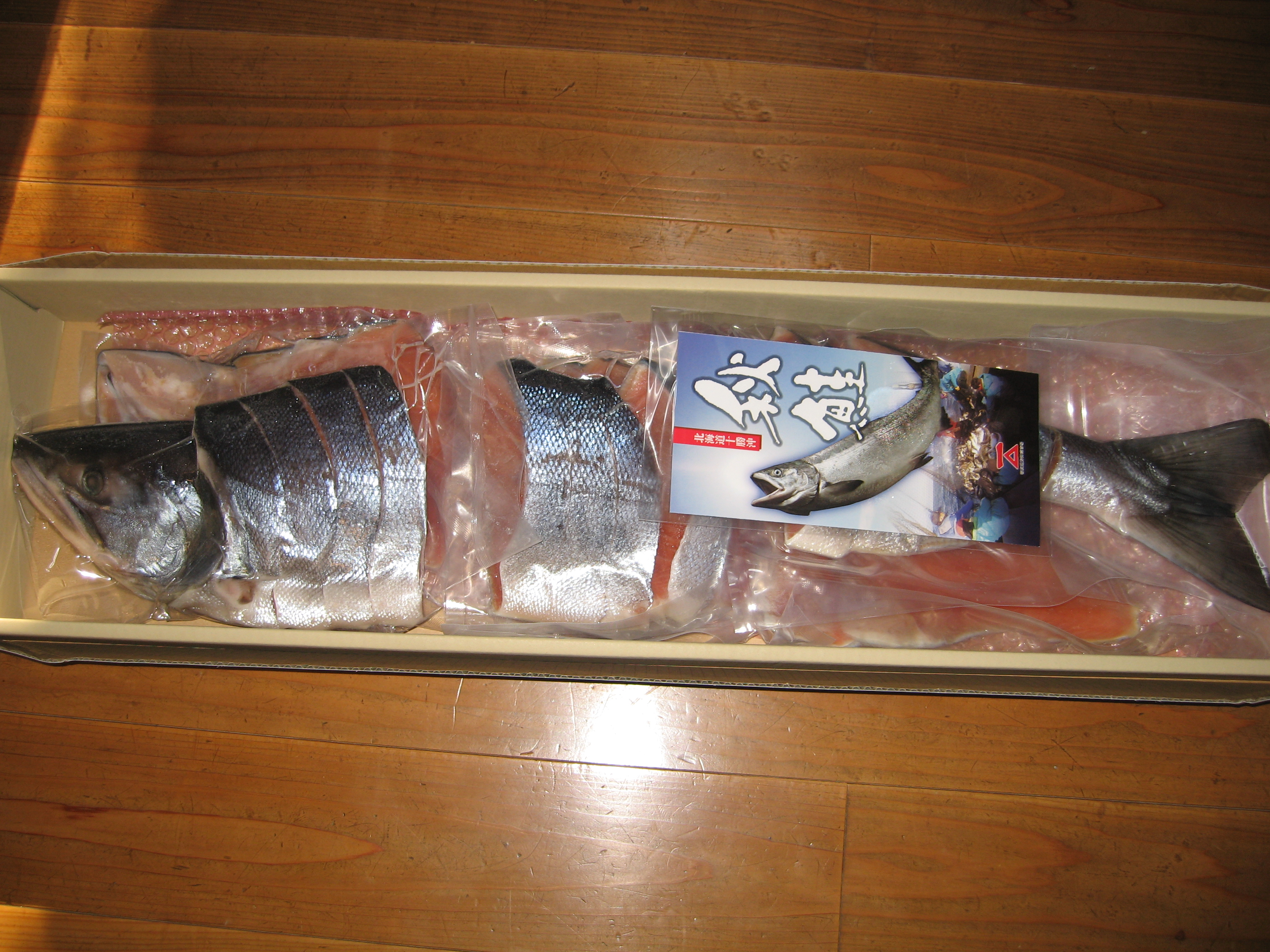
切り分けられて袋詰された荒巻鮭

## 鮭以外の新巻
- 西日本では暖流に乗ったブリを塩漬けにした「塩ブリ」が年末年始の食卓を飾る[8][9]。
- 長野県佐久市では、佐久鯉を使用した「新巻鯉」が作られている[10]。